# Ivor Crewe

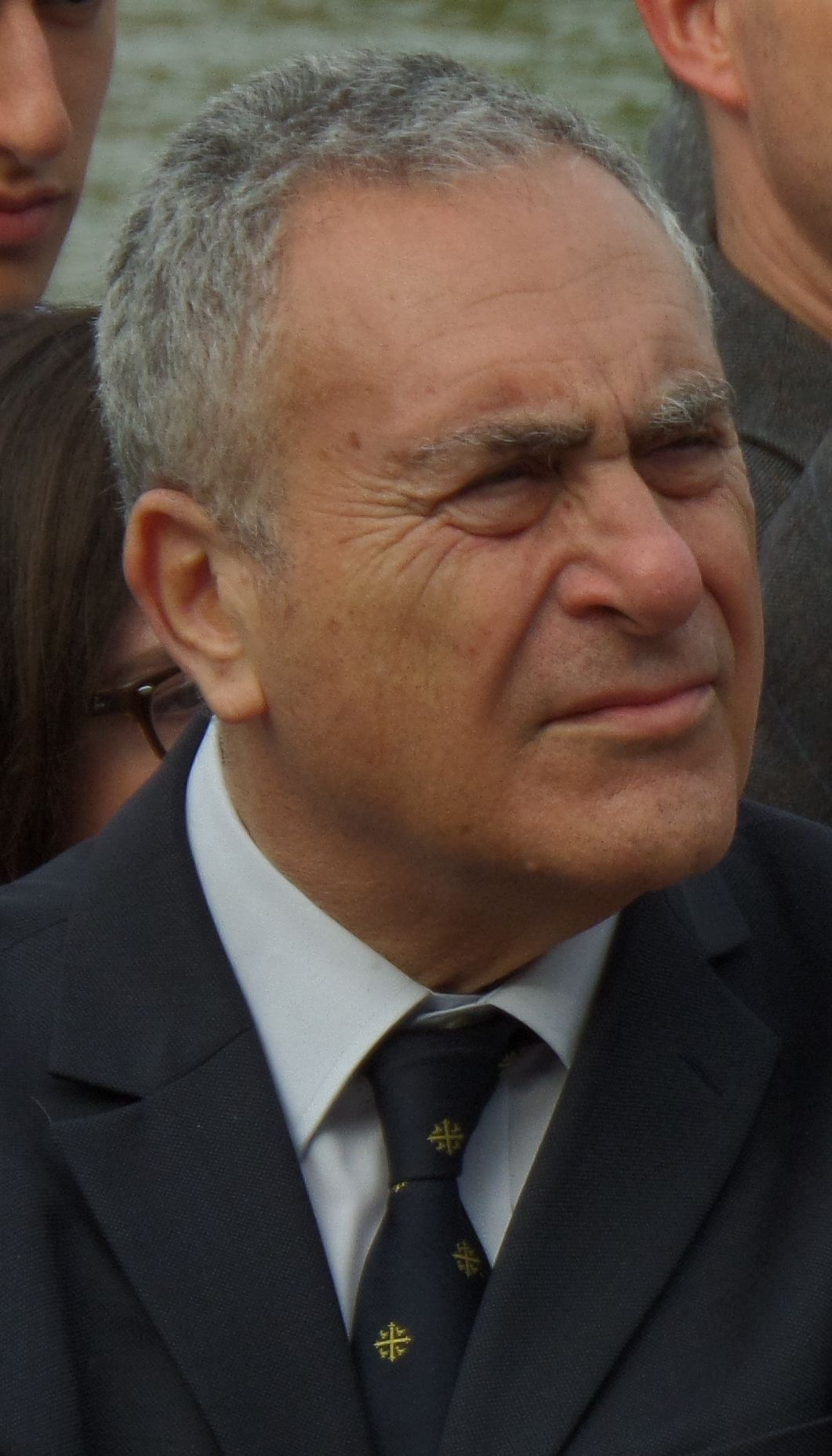
Sir Ivor Crewe, 2014

Sir Ivor Martin Crewe (* 15. Dezember 1945 in Manchester) ist ein britischer Politikwissenschaftler und Hochschullehrer.

## Leben und Wirken
Nach seinem Schulbesuch in Manchester studierte Ivor Crewe Philosophie, Politikwissenschaft und Wirtschaftswissenschaft am Exeter College der Universität Oxford. Bereits nach seiner Bachelor-Prüfung wurde er Dozent für Politikwissenschaft an der Universität Lancaster. 1968 erwarb er seinen Magistergrad an der London School of Economics and Political Science. Im Jahre 1969 kehrte er an die Universität Oxford zurück, bevor er 1971 als Dozent an die University of Essex wechselte. Dort arbeitete Crewe vor allem auf dem Gebiet der Wahlforschung und leitete von 1974 bis 1982 das sozialwissenschaftliche Datenarchiv des Economic and Social Research Council (ESRC). Außerdem war er an dieser Universität Professor für Politikwissenschaft. Von 1995 bis 2007 hatte er das Amt des Vizekanzlers der University of Essex inne. Im Juli 2008 wurde er schließlich Master am University College der Universität Oxford. Dieses Amt hatte er bis 2020 inne.
Als Wahlforscher trat Crewe häufig im Fernsehen oder in der Presse als Kommentator zu britischen Parlamentswahlen auf. Von 1977 bis 1992 wirkte er als Herausgeber bzw. Mitherausgeber des British Journal of Political Science.
Im Jahre 2006 wurde Ivor Crewe von der britischen Königin zum Knight Bachelor geschlagen („Sir“).

## Veröffentlichungen (Auswahl)
- (Hrsg.): Elites in Western democracy. Croom Helm, London 1974, ISBN 0-85664-077-8.
- (Hrsg.): The politics of race. Croom Helm, London 1975, ISBN 0-85664-251-7.
- (Mithrsg.): Party identification and beyond. Representations of voting and party competition. Wiley, London 1976, ISBN 0-471-01355-2.
- Electoral participation. In: David Butler (Hrsg.): Democracy at the polls. A comparative study of competitive national elections (= AEI studies, Bd. 297). American Enterprise Inst. for Public Policy Research, Washington, D.C., 1981, ISBN 0-8447-3405-5.
- (mit Bo Särlvik): Decade of dealignment. The Conservative victory of 1979 and electoral trends in the 1970s. Cambridge University Press, Cambridge 1983, ISBN 0-521-22674-0.
- (mit Anthony Fox): British parliamentary constituencies. A statistical compendium. Faber and Faber, London 1984, ISBN 0-571-13236-7.
- (Hrsg.): Electoral change in Western democracy. Patterns and sources of electoral volatility. Croom Helm, London 1985, ISBN 0-7099-0789-3.
- (Hrsg.): The general election campaign of 1983 (= Political communication, Bd. 1). Cambridge University Press, Cambridge 1986, ISBN 0-521-30425-3.
- (mit Neil Day; Anthony Fox): The British electorate 1963–1987. A compendium of data from the British Election Studies. Cambridge University Press, Cambridge 1991, ISBN 0-521-32197-2.
- The British pary system. Recent developments. In: Karl Rohe (Hrsg.): Deutschland – Großbritannien – Europa. Politische Traditionen, Partnerschaft und Rivalität. Brockmeyer, Bochum 1992, S. 369–388, ISBN 3-8196-0023-X.
- (mit Anthony King): SDP. The birth, life, and death of the Social Democratic Party. Oxford University Press, Oxford 1995, ISBN 0-19-828050-5.
- (Hrsg.): Why Labour won the general election of 1997 (= Political communication, Bd. 2). Cass, London 1998, ISBN 0-7146-4923-6.
- (mit Anthony King): The blunders of our government. Oneworld, London 2014, ISBN 978-1-78074-618-0.
- (Hrsg., mit David Sanders): Authoritarian populism and liberal democracy. Palgrave Macmillan, Cham 2020, ISBN 978-3-030-17999-1.

Außerdem zahlreiche Aufsätze in Fachzeitschriften, Sammelbänden und Reports.